# AAインテルナシオナル (ベベドウロ)
AAインテルナシオナル (ポルトガル語: Associação Atlética Internacional) 、通称インテル・デ・ベベドウロ (ポルトガル語: Inter de Bebedouro) は、ブラジル・サンパウロ州ベベドウロを本拠地とするサッカークラブである。

## 歴史
1906年6月11日設立。サンパウロ州選手権には通算で50年以上参加している。2018年現在は実質4部のセグンダ・ジヴィゾンにに出場している。最大のライバルは同じサンパウロ州に本拠地を置くアトレチコ・モンテ・アズルとバレトスEC。

## タイトル

### 国内タイトル
- タッサ・エスタード・デ・サンパウロ : 1回
  - 1979

### 国際タイトル
なし